# Джессіка Севік
Джессіка Севік (15 липня 1989 , Ванкувер, Британська Колумбія ) — канадська веслувальниця, срібна призерка Олімпійських ігор 2024 року.

## Виступи на Олімпіадах
| Олімпіада  | Дисципліна   | Місце |
| ---------- | ------------ | ----- |
| Токіо 2020 | парні двійки | 6     |
| Париж 2024 | вісімки      | 2     |

## Зовнішні посилання
- Джессіка Севік на сайті World Rowing (англійська)
- Джессіка Севік на сайті Olympics.com (англійська)
- Джессіка Севік на сайті Olympedia (англійська)
- Джессіка Севік на сайті Canadian Olympic Committee (англійська)